# Santa Croce di Magliano
Santa Croce di Magliano – miejscowość i gmina we Włoszech, w regionie Molise, w prowincji Campobasso.
Według danych na rok 2004 gminę zamieszkiwało 4936 osób, 94,9 os./km².